# لونبرگ (بایرن)
لونبرگ (به آلمانی: Leonberg) یک شهر در آلمان است که در Tirschenreuth واقع شده‌است.